# Robert Raymond Scott
Robert Raymond Scott (Massillon, 13 luglio 1915 – Pearl Harbor, 7 dicembre 1941) è stato un militare e marinaio statunitense, imbarcato come macchinista di prima classe a bordo della nave da battaglia California durante l'attacco di Pearl Harbor. Insignito della Medal of Honor alla memoria nel corso della seconda guerra mondiale.

## Biografia
Nacque a Massillon, Ohio, il 13 luglio 1915. Studente presso l'Università statale dell'Ohio si arruolò nell'US Navy il 18 ottobre 1938.  Divenuto macchinista di prima classe fu imbarcato a bordo della nave da battaglia California. Quando le forze aeronavali giapponesi attaccarono Pearl Harbor il 7 dicembre 1941, egli si portò subito al suo posto di combattimento presso il compressore che forniva di aria i compartimenti interni della nave. Quando il compartimento iniziò ad allagarsi a seguito dell'esplosione di un siluro, la nave iniziò ad affondare lentamente e il resto del personale abbandonò il suo posto per mettersi in salvo, ma egli si rifiutò di unirsi a loro. Mentre lo scompartimento si riempiva d'acqua egli continuò a far funzionare il compressore per fornire aria ai membri dell'equipaggio intrappolati nei ponti sottostanti dicendo agli altri che uscivano Questo e il mio posto e vi rimarrò e darò aria finché i cannoni spareranno e poi chiuse la porta stagna. Cadde al proprio posto di combattimento, e fu successivamente insignito della Medal of Honor alla memoria. La salma venne tumulata nel cimitero nazionale di Arlington, sezione 34, tomba 3939.

### Fonti
1. 1 2 3 4 5 6  Arlington Cemetery.
2. 1 2  Congressional Medal of Honor Society.